# روبرت يونغ (سياسي)
روبرت يونغ هو سياسي كندي، ولد في 11 نوفمبر 1834 في كندا، وتوفي في 3 فبراير 1904 في كندا. انتخب عضو الجمعية التشريعية لنيو برونزويك ‏.